# Cephalotomandra panamensis
Cephalotomandra panamensis är en underblomsväxtart som beskrevs av Paul Carpenter Standley. Cephalotomandra panamensis ingår i släktet Cephalotomandra och familjen underblomsväxter. Inga underarter finns listade i Catalogue of Life.